# Grumman F8F Bearcat
Grumman F8F Bearcat – amerykański myśliwski samolot pokładowy z końcowego okresu II wojny światowej, był to ostatni myśliwiec produkcji Grummana napędzany silnikiem tłokowym. „Bearcat” to binturong, niewielki ssak z rodziny łaszowatych.
Został zaprojektowany jako myśliwiec przechwytujący. Od początku planowano wykorzystanie silnika Pratt & Whitney Double Wasp, przed zespołem projektowym postawiono zadanie stworzenia jak najmniejszego i najlżejszego samolotu z tym silnikiem, ale uzbrojonego w działko 20 mm. W porównaniu ze swoim poprzednikiem, F6F Hellcat, Bearcat był o 20% lżejszy, jego prędkość wznoszenia wzrosła o jedną trzecią, a prędkość maksymalna o 80 km/h. Współczesny mu Vought F4U Corsair był nieco szybszy, ale F8F był lepiej uzbrojony, bardziej zwrotny i miał lepszą prędkość wznoszenia. Wiele z rozwiązań konstrukcyjnych zastosowanych w tym samolocie zostało zainspirowanych lub wprost skopiowanych ze zdobycznego myśliwca niemieckiego Focke-Wulf Fw 190.
F8F został zamówiony w listopadzie 1943, lot pierwszego prototypu odbył się 21 sierpnia 1944 – zaledwie 9 miesięcy później. Pierwsze egzemplarze produkcyjne zostały dostarczone do eskadr w lutym 1945 i pierwszy eskadra wyposażona w te samoloty wszedł do służby 21 maja, ale nie zdążył on wziąć udziału w żadnej akcji bojowej przed zakończeniem wojny.
W okresie powojennym F8F został głównym myśliwcem US Navy, używany był przez 24 eskadry. Osiągi Bearcata były znacznie lepsze od większości ówczesnych modeli samolotów odrzutowych. Następcą F8F został Grumman F9F Panther.
Do czasów obecnych przetrwało sporo egzemplarzy tego samolotu z czego około 11 może nadal latać. Bearcaty były popularnymi samolotami wyścigowymi, do jednego z nich, „Rare Bear” którego właścicielem jest Lyle Shelton, należy rekord świata w średniej prędkości na trasie 3 km dla samolotów śmigłowych – 850,25 km/h.

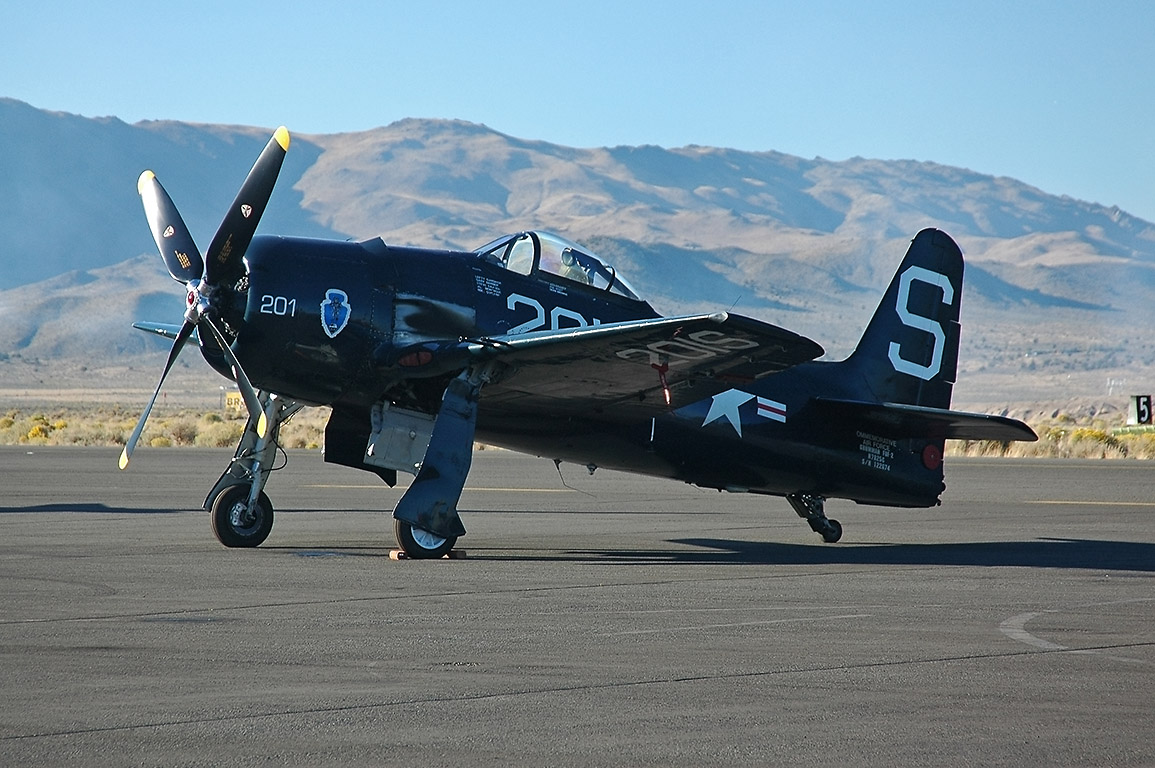
Bearcat – jeden z latających jeszcze egzemplarzy, zdjęcie z 2004

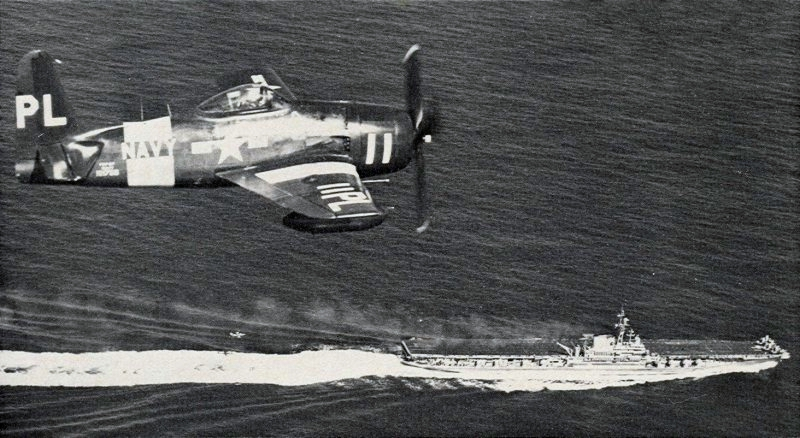
F8F-2P w locie nad lotniskowcem USS „Midway” w 1949 r.